# Herbert Stone MacDonald
Herbert Stone MacDonald, född 23 februari 1842 i Gananoque, Ontario, Kanada, död 8 januari 1921, var en kanadensisk jurist och politiker.